# رو مارافسای

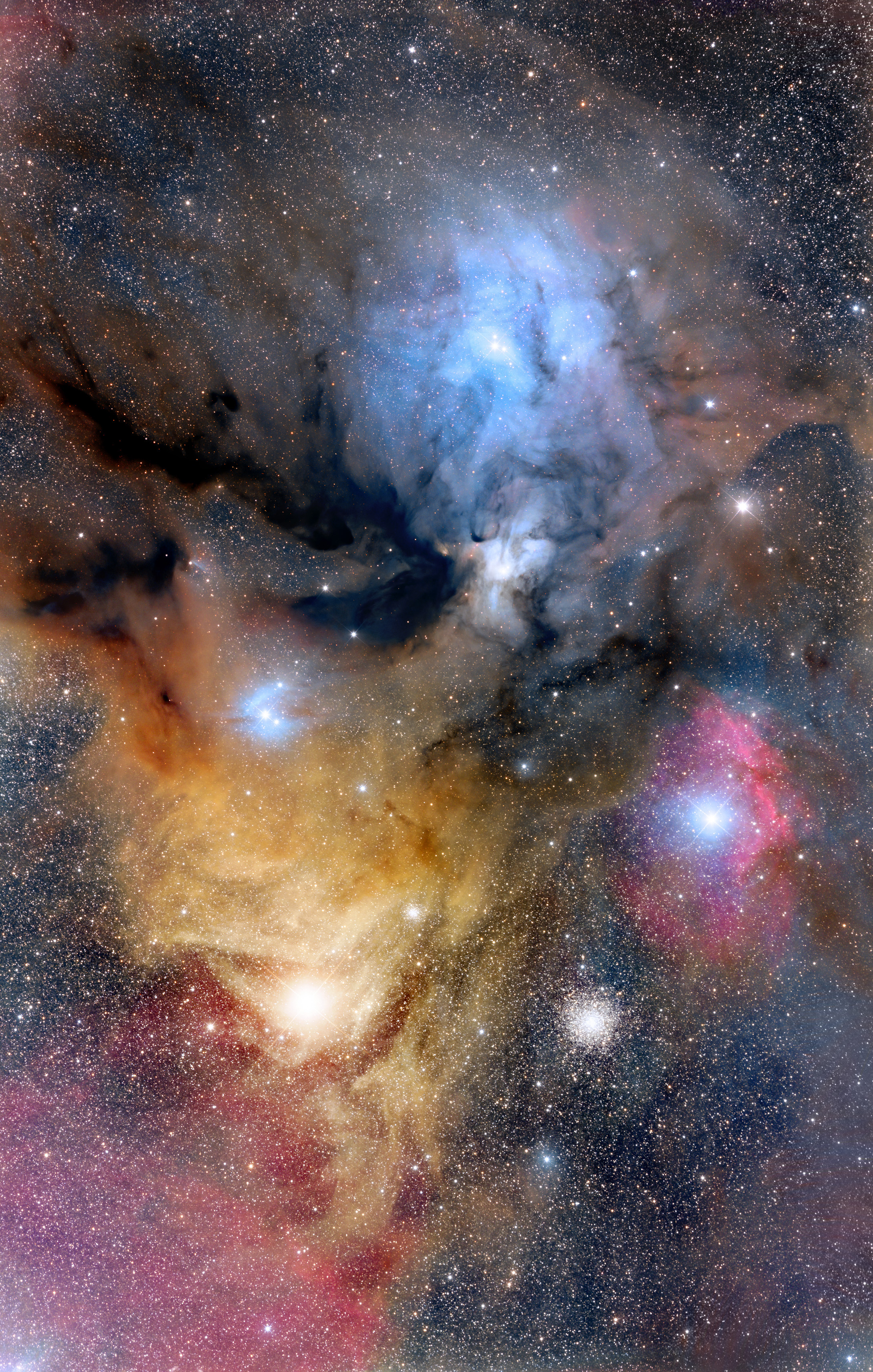
رو مارافسای

رو مارافسای یک ستاره است که در صورت فلکی مارافسای قرار دارد.
بررسی‌های بیشتر نشان داده که رو مارافسای یک منظومه ستاره‌ای چندگانه در آن صورت فلکی است. سیستم مرکزی این منظومه دارای قدر ظاهری ۴٫۶۳ است. بر اساس اختلاف منظر منظومه مرکزی ۹٫۰۳ ماس، در فاصله ۳۶۰ سال نوری (۱۱۰ پارسک) از ما قرار دارد. ستاره‌های دیگر در این منظومه کمی دورتر هستند.